# Meriania mexiae
Meriania mexiae är en tvåhjärtbladig växtart som beskrevs av John Julius Wurdack. Meriania mexiae ingår i släktet Meriania och familjen Melastomataceae. Inga underarter finns listade i Catalogue of Life.